# Авансон (Верхние Альпы)
Авансо́н (фр. Avançon, окс. Avançon) — коммуна на юго-востоке Франции, регион Прованс — Альпы — Лазурный Берег, департамент — Верхние Альпы, округ — Гап. Входит в состав кантона Ла-Бати-Нёв.
Код INSEE коммуны — 05011.

## Население
Население коммуны в 2008 году составляло 352 человека.
| 1962 | 1968 | 1975 | 1982 | 1990 | 1999 | 2008 |
| ---- | ---- | ---- | ---- | ---- | ---- | ---- |
| 249  | 252  | 219  | 261  | 279  | 331  | 352  |

## Экономика
В 2007 году среди 248 человек в трудоспособном возрасте (15—64 лет) 172 были экономически активными, 76 — неактивными (показатель активности — 69,4 %, в 1999 году было 71,4 %). Из 172 активных работали 145 человек (80 мужчин и 65 женщин), безработных было 27 (12 мужчин и 15 женщин). Среди 76 неактивных 22 человека были учениками или студентами, 32 — пенсионерами, 22 были неактивными по другим причинам.

## Достопримечательности
- Церковь 1655 года
- Часовня Сен-Жерве, восстановлена в 1980 году

## Фотогалерея

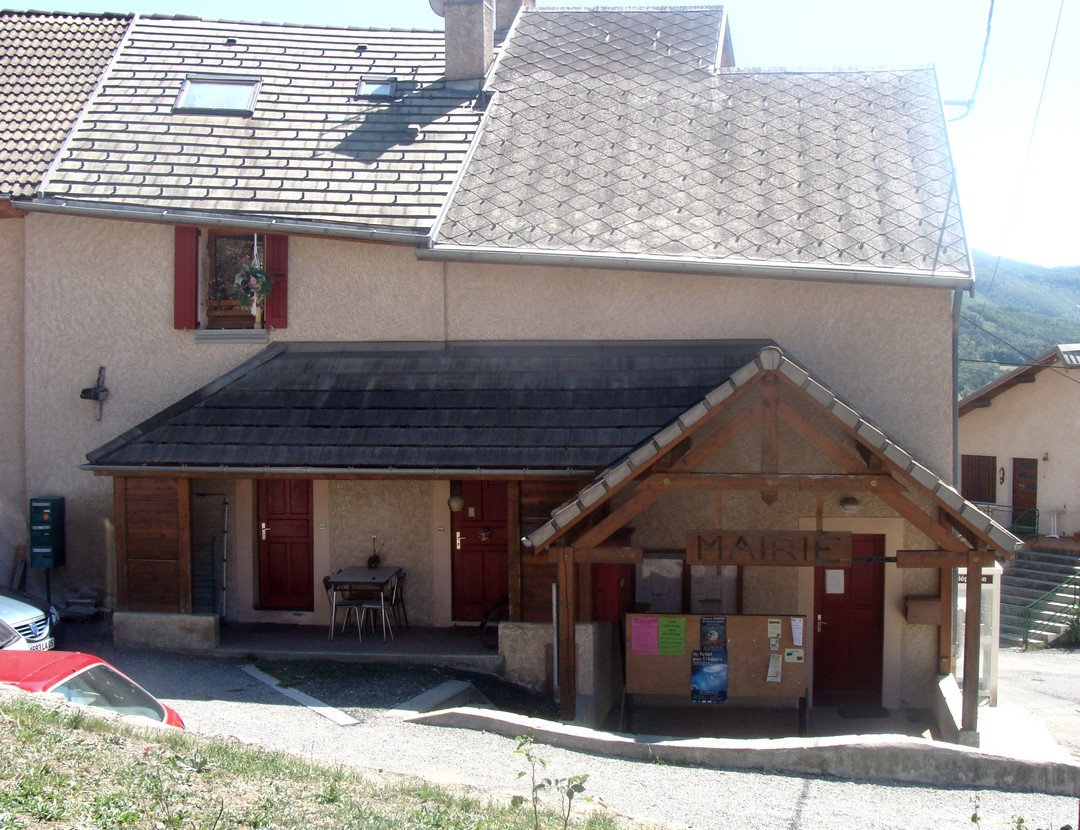
Мэрия
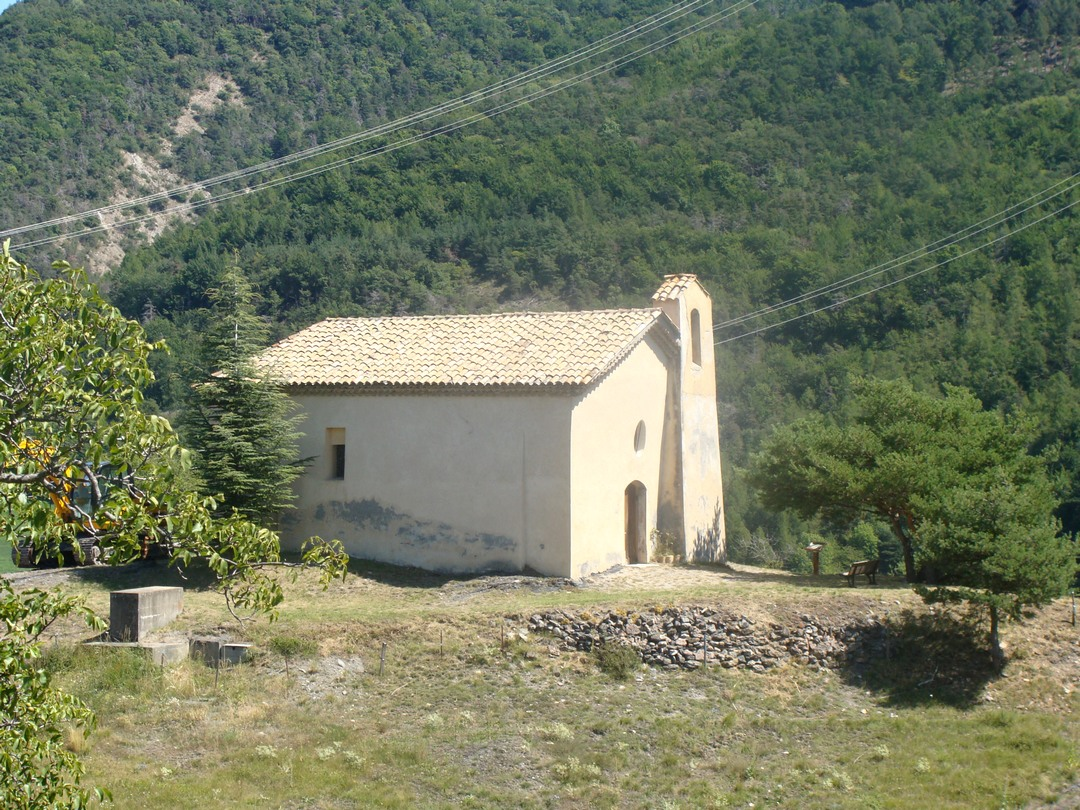
Часовня Сен-Жерве
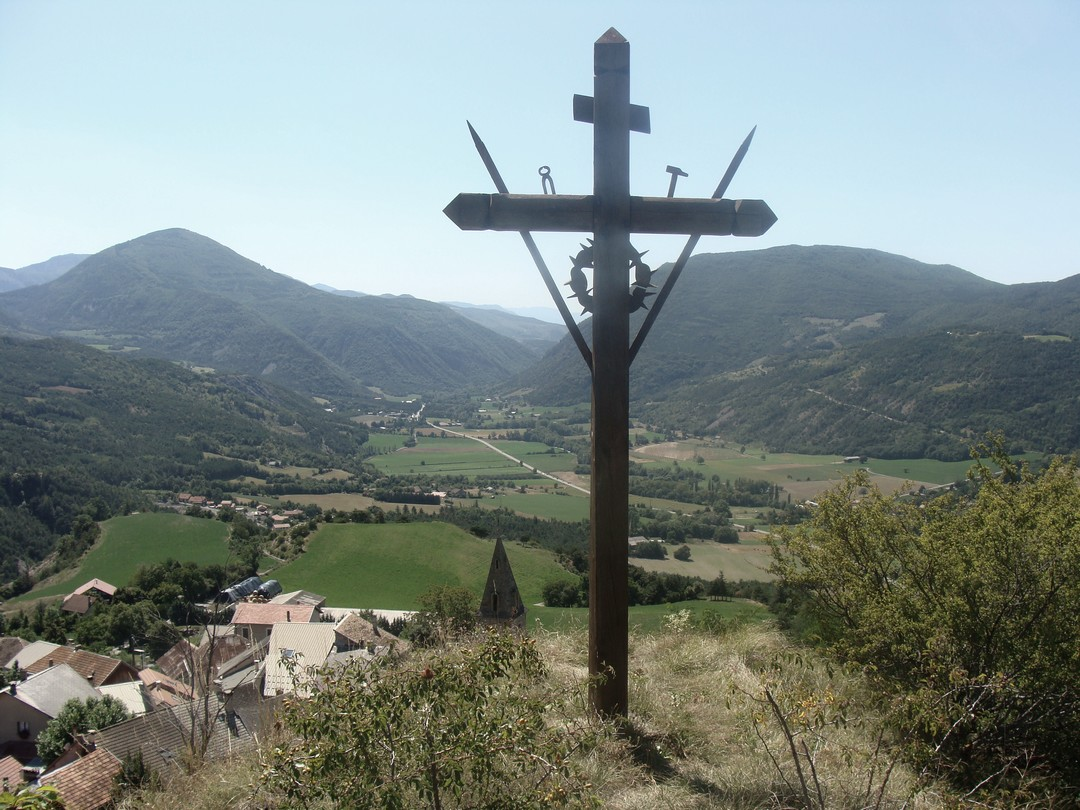
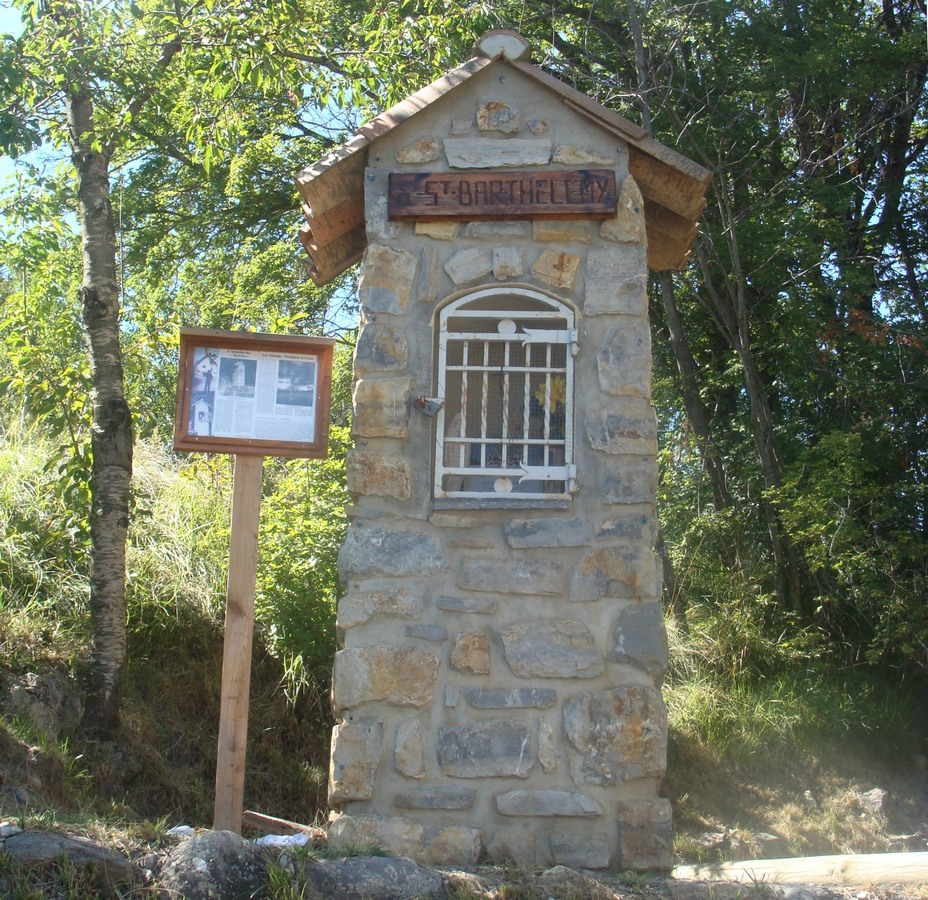